# Rote Usambara-Vogelspinne
Die Rote Usambara-Vogelspinne (Pterinochilus murinus, Syn.: Pterinochilus mamillatus), im Deutschen manchmal auch Mombasa-Vogelspinne oder sehr selten auch Wollhaarvogelspinne genannt, ist eine Spinnenart aus der Gattung Pterinochilus in der Familie der Vogelspinnen (Theraphosidae). Sie wurde 1897 von Reginald Innes Pocock beschrieben. Ihr Verbreitungsgebiet liegt auf dem afrikanischen Kontinent in Angola, Zentral-, Ost- und Südafrika.

## Aussehen
Die Rote Usambara-Vogelspinne kommt in ihrem Verbreitungsgebiet in verschiedenen Farbformen vor. Diese reichen von leuchtendem Rot-Orange oder Ziegelrot über Gelb, Beige und Braun bis Grau.
Sie wird etwa vier bis sechs Zentimeter groß. Männliche Tiere erreichen nur eine Körperlänge von zwei bis vier Zentimeter. Beine, Pro- und Opisthosoma haben die gleiche Grundfärbung. Die Beine besitzen helle Beinringe. Der Carapax hat ein sternförmiges Muster. Auf dem Opisthosoma ist ein Fischgrätenmuster erkennbar. Die Spinnwarzen heben sich farblich nicht von Rest des Körpers ab. Der Augenhügel sitzt auf einem leicht erhöhten Teil des vorderen Carapaxes. Der Körper ist gleichmäßig kurz behaart. An den Beinen sind einige längere Haare vorhanden. Die Männchen besitzen auf dem ersten Beinpaar eine Tibiaapophyse mit einem deutlichen Enddorn.

## Verhalten
Die Tiere sind in ihrer natürlichen Umgebung eindeutig Bodenbewohner, die sich tiefe Wohnröhren graben. Im natürlichen Habitat zeigen die Tiere ihre Hauptaktivität in der Regenzeit.
Diese Art ist eher nachtaktiv. Sie kommt erst in den Abendstunden, bei Dämmerung hervor.

## Fortpflanzung
Hat das Männchen die Spinnweben des Weibchens berührt, fängt es oft mit seinen Tastern zu trommeln an. Antwortet das Weibchen mit eigenem Trommeln mit den beiden ersten Beinpaaren, nähert sich das Männchen langsam der Behausung des Weibchens. Beim Annähern trommelt das Männchen weiter, des Weiteren ist ein Vibrieren des Männchens gut zu erkennen. Das Weibchen kommt in der Regel an den Ausgang ihrer Behausung, wo nach weiterem Trommeln und Vibrieren die Paarung stattfindet. Dabei stemmt das Männchen das Weibchen mit seinen Schienbeinhaken hoch. Unter Trommeln des einen Tasters gegen das Sternum (Unterseite des Vorderkörpers) des Weibchens führt das Männchen den anderen Taster in die Geschlechtsöffnung des Weibchens ein. Die Taster werden abwechselnd eingeführt. Nach erfolgreichem Einführen beider Taster betrommelt das Männchen noch kurz das Sternum des Weibchens, um dann schnell aus der Reichweite des Weibchens zu flüchten.
Kommt das Weibchen nicht freiwillig aus ihrer Behausung, versucht das Männchen es heraus zu locken, indem es am Eingang trommelt und vibriert. Teilweise geht das Männchen auch in die Behausung des Weibchens.

## Systematik und Taxonomie
Der Artname murinus stammt aus der lateinischen Sprache und bedeutet übersetzt „Maus-“ (zur Maus gehörend) oder „mausartig“. Den Artnamen murinus trägt auch die Goldstreifen-Vogelspinne aus der Gattung Ephebopus. Der Name spielt auf den behaarten Hinterleib dieser großen Vogelspinnenarten an, der zusammen mit ihrer bodennahen Lebensweise an Mäuse erinnert.
1897 stellte Reginald Innes Pocock die Gattung Pterinochilus auf, zu der er einige Vogelspinnen stellte, die zuvor zur Gattung Harpactira gehörten, darunter auch Pterinochilus chordatus. In derselben Arbeit beschrieb er auch Pterinochilus murinus als neue Art dieser Gattung nach einem Exemplar, das in Tanganjika gefunden wurde. Die deutsche Bezeichnung bezieht sich auf das Vorkommen in den Usambara-Bergen, die ebenfalls im heutigen Tansania liegen und zur Zeit der Erstbeschreibung zu Deutsch-Ostafrika gehörten.
Bis zur Revision der Gattung durch Richard C. Gallon im Jahr 2002 war die rote Farbvariante als Pterinochilus mamillatus bekannt. Diese Farbvariante wurde 1906 von Embrik Strand als eigene Art beschrieben; sie wurde jedoch 2002 mit Pterinochilus murinus synonymisiert.

## Galerie

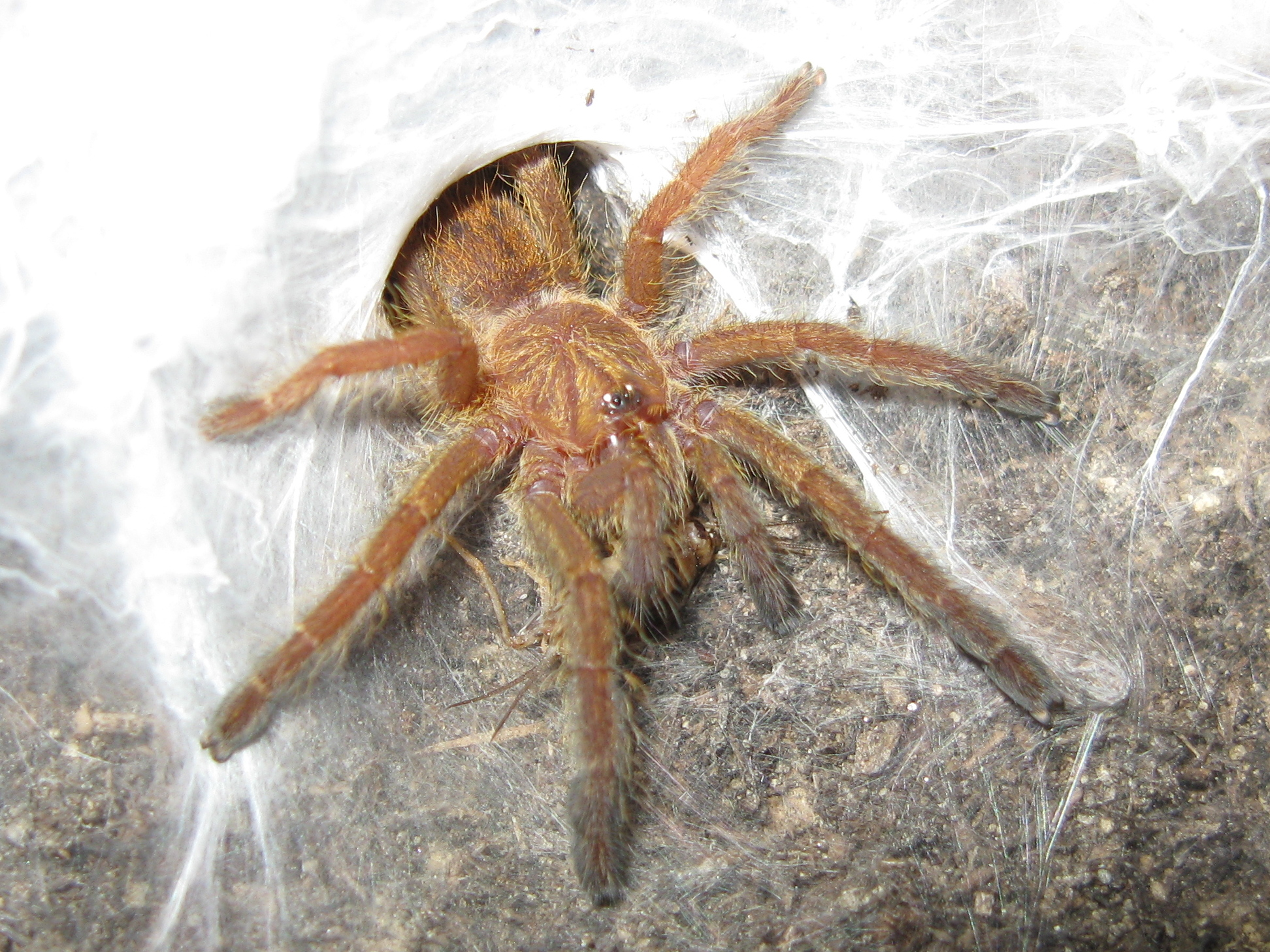
Jungtier
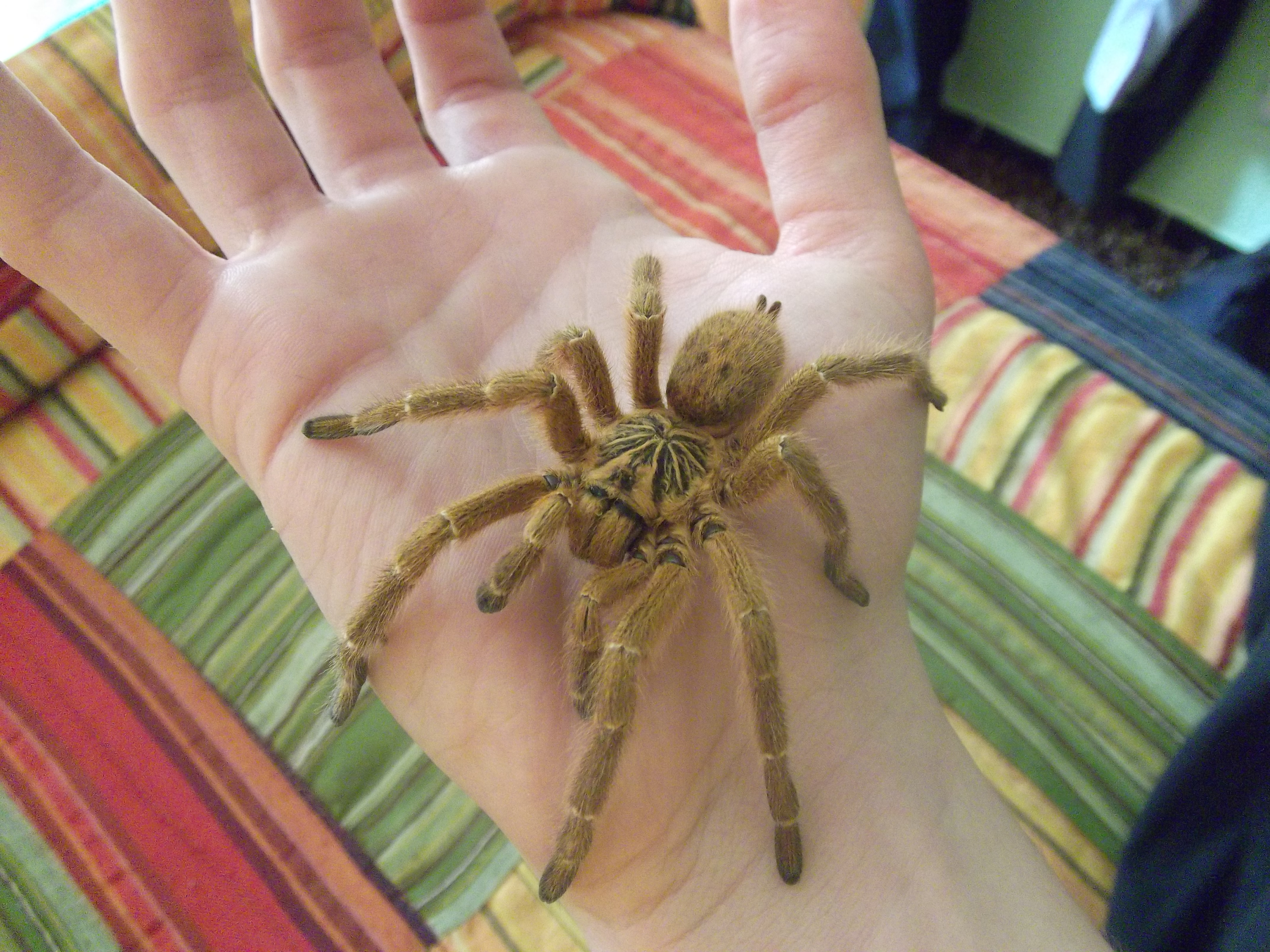
Männchen auf der Hand
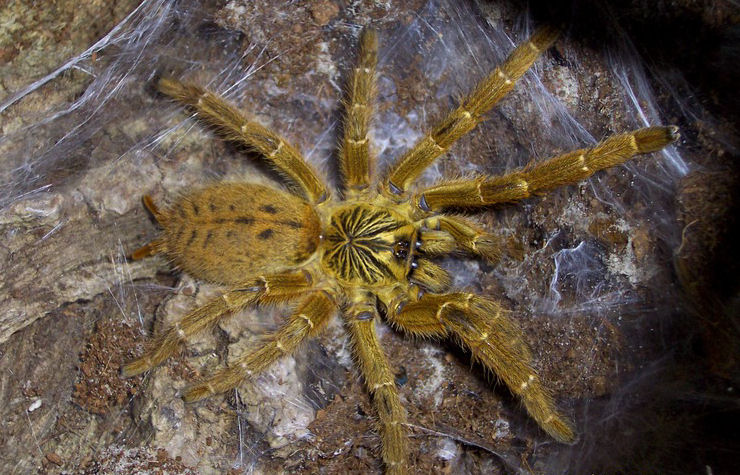
Usambra Mountains Variante
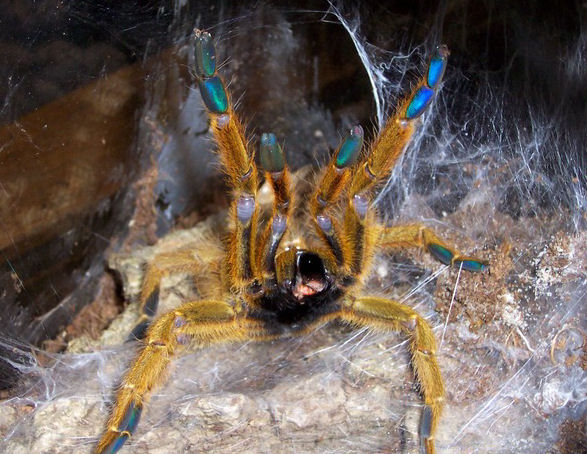
Weibchen in Drohstellung